# Paracarsia antitermina
Paracarsia antitermina är en fjärilsart som beskrevs av George Francis Hampson 1926. Paracarsia antitermina ingår i släktet Paracarsia och familjen nattflyn. Inga underarter finns listade i Catalogue of Life.